# Schwarzkreidegrube

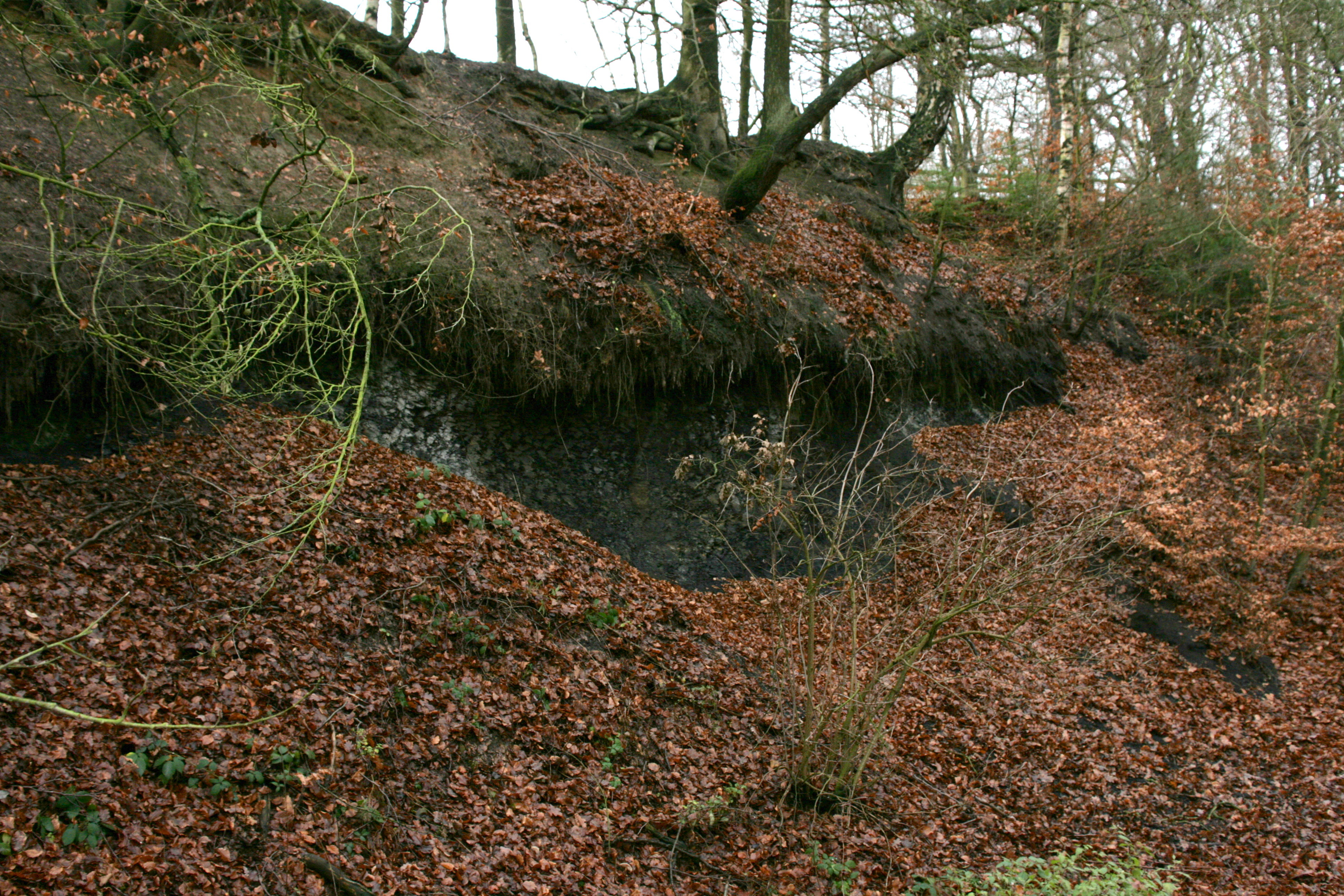
Die Schwarzkreidegrube in Vehrte

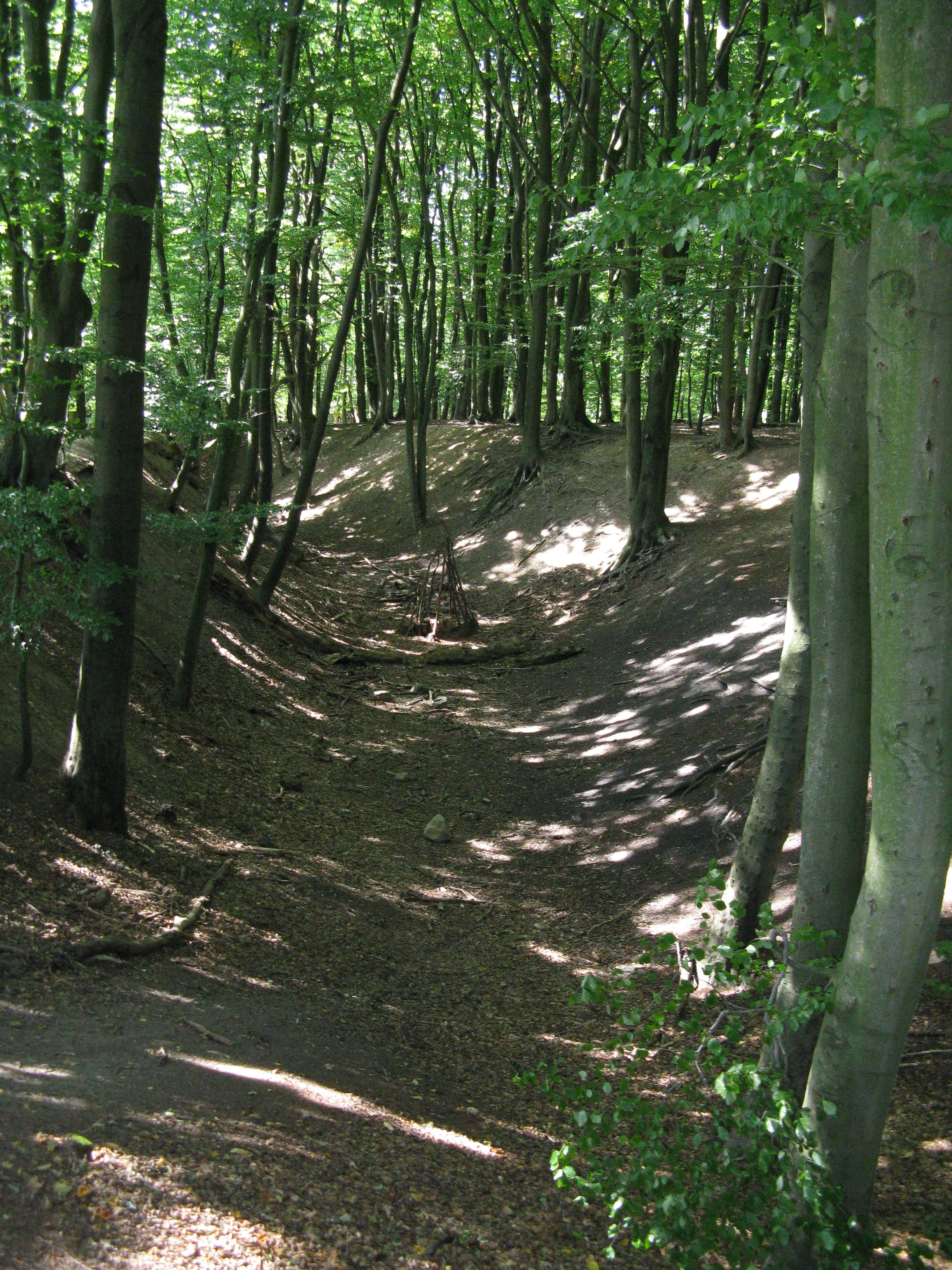
Übrigbleibsel vom Tagebau der Schwarzkreide in Vehrte

Die Schwarzkreidegrube in Vehrte ist heute ein Naturdenkmal am nordöstlichen Rand des Belmer Gemeindeteils Vehrte. Sie hat einen ca. 15 m großen Aufschluss nach Osten.
In der Schwarzkreidegrube wurde noch bis 1967 ein als Schwarze Kreide bezeichnetes Gestein abgebaut, das überwiegend zur Farbmittelherstellung genutzt wurde und nach seiner Verarbeitung sogar exportiert wurde. Es handelt sich hierbei allerdings nicht um Kreide, sondern um einen inkohlten Ölschiefer. Durch das anoxische Milieu am Grund eines jurazeitlichen Flachmeeres kam es zur Anreicherung von organischer Substanz im tonig-schluffigen Sediment des Meeresbodens. Hieraus entstand durch diagenetische Verfestigung Ölschiefer, durch Inkohlung dieses Ölschiefers aufgrund der Hitze des Bramscher Plutons während der Kreidezeit schließlich die – in dieser Form weltweit einzigartige  – sogenannte „Schwarzkreide“.